# 1174
سنة 1174 كانت سنة بسيطة تبدأ يوم الثلاثاء (الرابط يظهر نموذج التقويم الكامل للسنة) من التقويم اليولياني.

## أحداث
- وصول صلاح الدين الايوبي الحكم بعد انتهاء حكم الزنكيين في دمشق من 1174م حتى 1193.

## مواليد
- 569هـ - ضياء الدين المقدسي، عالم دين حنبلي مسلم.

## وفيات
- نور الدين زنكي.
- اندريه بوغوليوبسكي.